# Blanche av Frankrike, hertiginna av Österrike
Blanche av Frankrike, död 1305, var hertiginna av Österrike 1300 – 1305, som gift med Rudolf I av Böhmen. 
Hon var regent under sin makes frånvaro.